# Jūratė Daktaraitė
Jūratė Kleopatra Daktaraitė (Kaunas, 1º gennaio 1936) è un'ex cestista sovietica.

## Carriera
Con l'Unione Sovietica ha disputato i Campionati mondiali del 1959 e due edizioni dei Campionati europei (1960, 1962).